# Rhagodoca paecila
Espèce
Rhagodoca paecila est une espèce de solifuges de la famille des Rhagodidae.

## Distribution
Cette espèce est endémique d'Éthiopie. Elle se rencontre vers la Caschei.

## Description
La femelle holotype mesure 8 mm.

## Publication originale
- Caporiacco, 1941 : Arachnida (esc. Acarina). Missione Biologica Sagan-Omo, Reale Accademia d’Italia, Rome, vol. 12, Zoologia, no 6, p. 21-175.